# نقطة الانثناء
في طب التوليد، مصطلح نقطة الانثناء يعبر عن منطقه على رأس الجنين التي يجب وضع عليها كوب الاله المحجمة لاستخراج الطفل بشكل أكثر فاعلية.
عندما يوضع كوب الاله المحجمة على منطقة الانثناء، ستبقي رأس الجنين مرنه تحت قوة السحب، ومن هنا جاء مصطلح «نقطة الانثناء».

## مكانها
نقطة الانثناء تقع على الدرز السهمي، 3 سم (حوالي 1 بوصة) في اتجاه اليافوخ الخلفي.

## إيجاد نقطة الانثناء
استخدم الإصبع الأوسط لتحديد اليافوخ الخلفي، ثم حرك الإصبع للأمام في اتجاه الدرز السهمي حوالي 3سم/1 بوصة بالإصبع الذي على نقطه الانثناء والسطح الراحي في الاتجاه العلوي، لاحظ أن الجزء الخلفي من الأصبع يمسك بالأربعة (هكذا يتم تحديد المدي الذي يجب ادخاله في كوب الاله المحجمة).